# Ian Macdowall
Pour les articles homonymes, voir Macdowall.
Ian Macdowall (1931 à Dingwall - 1991 à Londres), aussi surnommé "Ian McDour", est un journaliste britannique qui fut rédacteur en chef central de l'Agence Reuters.

## Biographie
Ian Macdowall est né en 1931 à Dingwall, en Écosse. Diplômé de l'Université d'Oxford en 1954, en littérature et langue anglaise, il a commencé sa carrière de journaliste au quotidienThe Glasgow Herald, quatre avant de rejoindre Reuters en 1958, où il effectue une carrière à Londres, Bonn, Beyrouth et Hong Kong. À partir de 1987, il dirige les opérations quotidienne de l'agence à Londres.
Dans les années 1980, il met en place plusieurs réformes, en particulier l'instauration du "World Daily Comment", nourri par les observations des "Quality Controlers", des journalistes qui analysent la production de Reuters en suivant celle effectuée par les agences de presse concurrentes. La fonction des « quacs » (contrôleurs de copie) chez Reuters, étudiés de manière détaillée par l'universitaire Michael Palmer, "est de signaler, avec indication précise des minutages, quelle agence a été le plus rapide dans la diffusion des événements importants du jour" .
Attentif au photojournalisme et à ses risques et contraintes, Ian Macdowall est l'auteur de la formule critique "press on the appropriate button in the reader's mind" , qui signale en quoi la photo doit être complétée par une couverture texte et diffusée dans un cadre éditorial intelligible.
Avec Mark Wood, il a travaillé sur une réédition du "Manuel de l'Agencier" de Reuters, document de 262 pages, écrite dans un style plus accessible au grand public, afin de faire comprendre les missions d'intérêt général de l'agence de presse. Après les événements de la place Tiuenanmen en 1989, il concède que l'Agence Reuters a effectué une couverture adaptée aux besoins de ses clients partout à travers le monde, mais plus nombreux dans les pays occidentaux.
Ian Macdowall est décédé d'un cancer en décembre 1991.